# Copa Departamento Castellanos 2025
La Copa Departamento Castellanos 2025, es la tercera edición, organizada por la Liga Rafaelina de Fútbol.
La competencia cuenta, con la participación de todos los equipos afiliados a Liga Rafaelina de Fútbol y en esta edición tendrá dos competencias simultáneas disputándose COPA DE PLATA y COPA DE ORO, con el mismo cuadro de desarrollo con el que se disputó la edición anterior.
El sorteo se realizó en la sede de la Liga, ubicado en la localidad de Rafaela, el 3 de diciembre de 2024 y comenzó el miércoles 19 de febrero de 2025.

## Copa de Oro

### Fase 1
| Fecha         | Hora  | Equipo Local                   | Resultados    | Equipo Visitante     |
| ------------- | ----- | ------------------------------ | ------------- | -------------------- |
| 19 de Febrero | 21:30 | Deportivo Bella Italia         | 0 - 3         | Atlético Rafaela     |
| 20 de Febrero | 21:30 | Talleres                       | 2 - 1         | Ben Hur              |
| 20 de Febrero | 21:30 | Defensores de Frontera         | 1 - 2         | Deportivo Josefina   |
| 20 de Febrero | 21:30 | La Hidráulica                  | 2 - 1         | Argentino Quilmes    |
| 20 de Febrero | 21:30 | Tiro Federal                   | 0 - 3         | Sportivo Roca        |
| 21 de Febrero | 21:30 | San Martín                     | 0 - 5         | Atlético María Juana |
| 21 de Febrero | 21:30 | Moreno de Lehmann              | 0 - 2         | Deportivo Tacural    |
| 21 de Febrero | 21:30 | Independiente de San Cristóbal | 0 - 2         | Unión                |
| 21 de Febrero | 21:30 | Bochófilo Bochazo              | 0 - 1         | Florida              |
| 21 de Febrero | 22:00 | Juventud Unida                 | (4) 1 - 1 (1) | Deportivo Aldao      |
| 22 de Febrero | 18:00 | Sportivo Libertad              | 1 - 0         | 9 de Julio           |
| 22 de Febrero | 18:30 | Sportivo Santa Clara           | 3 - 1         | Atlético Esmeralda   |
| 22 de Febrero | 21:00 | Independiente de Ataliva       | 0 - 1         | Ferro                |
| 23 de Febrero | 18:00 | La Trucha FC                   | 1 - 3         | Argentino de Vila    |
| 23 de Febrero | 18:00 | Belgrano                       | (8) 2 - 2 (7) | Atlético Juventud    |
| 23 de Febrero | 18:00 | Zenón Pereyra FC               | (3) 0 - 0 (4) | Sportivo Norte       |
| 23 de Febrero | 18:00 | Deportivo Susana               | 0 - 1         | Libertad             |
| 23 de Febrero | 18:00 | Argentino de Humberto          | (4) 1 - 1 (2) | Deportivo Ramona     |
|               |       | Sportivo Aureliense            | w/o           | Peñarol              |
|               |       | Brown                          |               |                      |

1. ↑  Peñarol avanza a la siguiente instancia por no presentar equipo Sportivo Aureliense.
2. ↑  Brown avanza a la siguiente instancia por salir beneficiado en el sorteo de los cruces de la Copa Departamento Castellanos.

### Fase 2
| Fecha         | Hora  | Equipo Local         | Resultados    | Equipo Visitante      |
| ------------- | ----- | -------------------- | ------------- | --------------------- |
| 27 de Febrero | 21:30 | Sportivo Libertad    | 1 - 2         | Sportivo Santa Clara  |
| 28 de Febrero | 20:30 | Unión                | (5) 0 - 0 (3) | Sportivo Norte        |
| 28 de Febrero | 21:00 | Argentino de Vila    | 1 - 4         | Brown                 |
| 28 de Febrero | 21:30 | Deportivo Josefina   | 2 - 0         | Juventud Unida        |
| 28 de Febrero | 21:30 | Sportivo Roca        | 2 - 0         | La Hidráulica         |
| 28 de Febrero | 21:30 | Atlético Rafaela     | 4 - 0         | Talleres              |
| 28 de Febrero | 21:30 | Ferro                | 2 - 0         | Florida               |
| 28 de Febrero | 22:00 | Atlético María Juana | 1 - 2         | Peñarol               |
| 2 de Marzo    | 18:00 | Deportivo Tacural    | 1 - 3         | Belgrano              |
| 4 de Marzo    | 18:00 | Libertad             | 3 - 0         | Argentino de Humberto |

1. ↑  El partido fue suspendido debido a la lluvia caída y el estado de los campos de juego. El partido se jugó el martes 4 de Marzo a las 20:30.
2. ↑  El partido fue reprogramado, debido a las lluvias, para el martes 4 de marzo a partir de las 18:00.

### Fase 3
| Fecha      | Hora  | Equipo Local       | Resultados | Equipo Visitante     |
| ---------- | ----- | ------------------ | ---------- | -------------------- |
| 7 de Marzo | 21:00 | Brown              | 1 - 0      | Atlético Rafaela     |
| 9 de Marzo | 17:00 | Unión              | 0 - 2      | Ferro                |
| 9 de Marzo | 18:00 | Peñarol            | 2 - 0      | Sportivo Santa Clara |
| 9 de Marzo | 18:00 | Deportivo Josefina | 1 - 3      | Belgrano             |
| 9 de Marzo | 20:30 | Libertad           | 2 - 0      | Sportivo Roca        |

### Fase 4
| Fecha       | Hora  | Equipo Local | Resultados | Equipo Visitante |
| ----------- | ----- | ------------ | ---------- | ---------------- |
| 18 de Marzo | 21:30 | Belgrano     | 1 - 0      | Ferro            |
| 11 de Abril | 21:00 | Peñarol      | 0 - 1      | Brown            |

### Fase 5
| Fecha       | Hora  | Equipo Local | Resultados | Equipo Visitante |
| ----------- | ----- | ------------ | ---------- | ---------------- |
| 11 de Abril | 21:00 | Libertad     | 5 - 0      | Belgrano         |

### Final
| Fecha | Hora | Equipo Local | Resultados | Equipo Visitante |
| ----- | ---- | ------------ | ---------- | ---------------- |
|       |      | Libertad     |            | Brown            |

## Copa de Plata

### Fase 2
| Fecha         | Hora  | Equipo Local           | Resultados    | Equipo Visitante               |
| ------------- | ----- | ---------------------- | ------------- | ------------------------------ |
| 27 de Febrero | 21:00 | Deportivo Ramona       | 4 - 1         | Deportivo Susana               |
| 27 de Febrero | 21:30 | Deportivo Bella Italia | 1- 4          | Ben Hur                        |
| 27 de Febrero | 21:30 | Argentino Quilmes      | 4 - 0         | Tiro Federal                   |
| 27 de Febrero | 21:30 | Atlético Juventud      | 0 - 4         | Moreno de Lehmann              |
| 28 de Febrero | 22:00 | Deportivo Aldao        | 6 - 0         | Defensores de Frontera         |
| 28 de Febrero | 22:00 | Bochófilo Bochazo      | 1 - 2         | Independiente de Ataliva       |
| 1 de Marzo    | 18:30 | Atlético Esmeralda     | (5) 1 - 1 (4) | 9 de Julio                     |
| 2 de Marzo    | 22:00 | Zenón Pereyra FC       | 1 - 2         | Independiente de San Cristóbal |
|               |       | San Martín             | w/o           | Sportivo Aureliense            |
|               |       | La Trucha FC           |               |                                |

1. ↑  El partido fue reprogramado debido a la lluvia caída y el estado de los campos de juego. El partido se jugó el martes 4 de Marzo a las 20:00.
2. ↑  El partido fue reprogramado debido a la lluvia caída y el estado de los campos de juego. El partido se jugó el martes 4 de Marzo a las 20:30.
3. ↑  El partido fue reprogramado debido a la lluvia caída y el estado de los campos de juego. El partido se jugó el miércoles 5 de Marzo a las 21:30.
4. ↑  El partido fue reprogramado debido a la lluvia caída y el estado de los campos de juego. El partido se jugó el martes 4 de Marzo a las 21:30.
5. ↑  El partido fue reprogramado, debido a las lluvias, para el lunes 3 de marzo a partir de las 16:00.
6. ↑  San Martín avanza a la siguiente instancia por no presentar equipo Sportivo Aureliense.
7. ↑  La Trucha FC avanza a la siguiente instancia al quedar libre.

### Fase 3
| Fecha       | Hora  | Equipo Local                   | Resultados    | Equipo Visitante     |
| ----------- | ----- | ------------------------------ | ------------- | -------------------- |
| 7 de Marzo  | 21:30 | La Hidráulica                  | 6 - 0         | San Martín           |
| 8 de Marzo  | 16:00 | Sportivo Norte                 | 5 - 1         | Atlético Esmeralda   |
| 8 de Marzo  | 21:00 | Independiente de Ataliva       | 1 - 0         | Talleres             |
| 9 de Marzo  | 17:00 | Deportivo Tacural              | 3 - 0         | La Trucha FC         |
| 9 de Marzo  | 17:00 | Independiente de San Cristóbal | 3 - 0         | Sportivo Libertad    |
| 9 de Marzo  | 19:00 | Argentino de Humberto          | 1 - 3         | Deportivo Aldao      |
| 9 de Marzo  | 19:00 | Florida                        | 3 - 1         | Ben Hur              |
| 9 de Marzo  | 20:00 | Argentino de Vila              | 2 - 1         | Moreno de Lehmann    |
| 9 de Marzo  | 20:00 | Juventud Unida                 | (1) 1 - 1 (3) | Deportivo Ramona     |
| 26 de Marzo | 21:30 | Argentino Quilmes              | 2 - 0         | Atlético María Juana |

1. ↑  Por cuestiones climáticas fue postergado para el domingo 9 de marzo a las 17:00 hs.
2. ↑  Fue postergado para el domingo 9 de marzo a las 14:00 hs.

### Fase 4
| Fecha       | Hora  | Equipo Local         | Resultados    | Equipo Visitante               |
| ----------- | ----- | -------------------- | ------------- | ------------------------------ |
| 18 de Marzo | 21:30 | La Hidráulica        | (5) 2 - 2 (4) | Deportivo Josefina             |
| 19 de Marzo | 21:30 | Atlético Rafaela     | 4 - 1         | Independiente de Ataliva       |
| 26 de Marzo | 21:00 | Deportivo Aldao      | 2 - 0         | Unión                          |
| 1 de Abril  | 21:00 | Florida              | 1 - 3         | Sportivo Norte                 |
| 2 de Abril  | 21:00 | Sportivo Roca        | 2 - 0         | Argentino de Vila              |
| 2 de Abril  | 21:00 | Sportivo Santa Clara | (4) 1 - 1 (3) | Deportivo Tacural              |
| 11 de Abril | 21:30 | Argentino Quilmes    | 3 - 0         | Independiente de San Cristóbal |

### Cuartos de final
| Fecha       | Hora  | Equipo Local     | Resultados    | Equipo Visitante     |
| ----------- | ----- | ---------------- | ------------- | -------------------- |
| 10 de Abril | 21:30 | Sportivo Norte   | 4 - 1         | Sportivo Santa Clara |
| 11 de Abril | 21:00 | Sportivo Roca    | 1 - 2         | Atlético Rafaela     |
| 11 de Abril | 22:00 | Deportivo Aldao  | 3 - 1         | La Hidráulica        |
| 29 de Abril | 21:00 | Deportivo Ramona | (2) 1 - 1 (4) | Argentino Quilmes    |

### Semifinales
| Fecha | Hora | Equipo Local      | Resultados | Equipo Visitante |
| ----- | ---- | ----------------- | ---------- | ---------------- |
|       |      | Sportivo Norte    |            | Deportivo Aldao  |
|       |      | Argentino Quilmes |            | Atlético Rafaela |